# Буршье, Джон, 6-й барон Феррерс из Гроуби
Джон Буршье (англ. John Bourchier; примерно 1438—1490/94) — английский аристократ, 6-й барон Феррерс из Гроуби de jure uxoris (по праву жены) с 1462 года. Один из младших сыновей Генри Буршье, 1-го графа Эссекса, и Изабеллы Кембриджской, по матери близкий родственник Плантагенетов из Йоркской династии (королю Эдуарду IV он приходился двоюродным братом). Женился на Элизабет Феррерс, вдове Эдуарда Грея из Ратина, дочери Генри де Феррерса и Изабель Моубрей, и благодаря этому браку получил права на титул барона Феррерса из Гроуби. После смерти жены вступил во второй брак — с Элизабет Чайчел, дочерью Джона Чайчела. Умер бездетным, баронский титул перешёл к его пасынку Томасу Грею.